# ヌオックチャム
ヌオックチャム (ベトナム語：Nước chấm / 渃㴨) は、ベトナムの万能つけたれの名称。ヌクチャムとも呼ばれる。
主にヌクマム、砂糖、チャイン（ベトナムのライム）の絞り汁、酢、唐辛子、ニンニク、水などを混ぜ合わせて作られる。スイートチリソースの塩に対して、ヌクチャムはヌクマム（魚醤）・水が入っているので、サラサラしている。市販のヌクチャムは甘味が強く、それが嫌なベトナム人は自分で調合しているらしい。
ゴイクオン、バインセオ、麺料理（ブンチャー）・生春巻きなど色々な料理に添えられるので、一回の食事に何度も登場するような事があるが、素材の配合を変えて変化をつけることもできる。